# Kanel (Département)

Département Kanel in der Region Matam

Das Département Kanel ist eines von 45 Départements, in die der Senegal, und eines von drei Départements, in die die Region Matam gegliedert ist. Es liegt im Nordosten des Senegal mit der Hauptstadt Kanel.
Das Département hat eine Fläche von 8786,1 km² und gliedert sich wie folgt in Arrondissements, Kommunen (Communes) und Landgemeinden (Communautés rurales):
| Commune / Arrondissement        | Communauté rurale | Einwohner 2013 |
| Kanel                           | —                 | 12.975         |
| Semmé                           | —                 | 6.891          |
| Waoundé                         | —                 | 7.815          |
| Dembancané (2008)               | —                 | 5.293          |
| Hamady Ounaré (2008)            | —                 | 10.175         |
| Sinthiou Bamambé-Banadji (2008) | —                 | 13.822         |
| Odobéré (2011)                  | —                 | 6.028          |
| Orkadiere                       | Bokiladji         | 30.447         |
| Orkadiere                       | Orkadiere         | 40.533         |
| Orkadiere                       | Aouré             | 35.137         |
| Wouro Sidy (2008)               | Ndendory (2008)   | 32.182         |
| Wouro Sidy (2008)               | Wouro Sidy        | 37.307         |
| Département                     | —                 | 238.606        |